# 最'愛'絶叫計画
『最'愛'絶叫計画』（さいあいぜっきょうけいかく、原題：Date Movie）は、2006年のアメリカ映画。

## 概要
ジェイソン・フリードバーグとアーロン・セルツァーのコンビのパロディ映画の第一作目である。
「最終絶叫計画」シリーズとの関連は無い。

## キャスト
| 役名     | 俳優                     | 日本語吹替 |
| -------- | ------------------------ | ---------- |
| ジュリア | アリソン・ハニガン       | 根谷美智子 |
| ヒッチ   | トニー・コックス         | 高木渉     |
| グラント | アダム・キャンベル       | 関俊彦     |
| フランク | エディ・グリフィン       | 堀内賢雄   |
| バーニー | フレッド・ウィラード     | 宝亀克寿   |
| ロズ     | ジェニファー・クーリッジ | 小宮和枝   |
| ベティ   | マリエ・マチコ           | 七緒はるひ |
| ニッキー | ジュダ・フリードランダー | 松本大     |
| アン     | カルメン・エレクトラ     | 根本圭子   |
| アンディ | ソフィー・モンク         | 松谷彼哉   |
| ジェロー | ヴァレリー・オルティス   | 佐藤しのぶ |
| リンダ   | ミーラ・シムハン         |            |

- 日本語吹替その他：柳沢真由美、羽多野渉、松林大樹、赤城進
- 日本語版制作スタッフ　演出：高桑一、翻訳：中村久世、制作：HALF H・P STUDIO

## 受賞・ノミネーション
第27回ゴールデンラズベリー賞
- 受賞：最低助演女優賞 - カルメン・エレクトラ